# Jüdischer Friedhof (Angenrod)

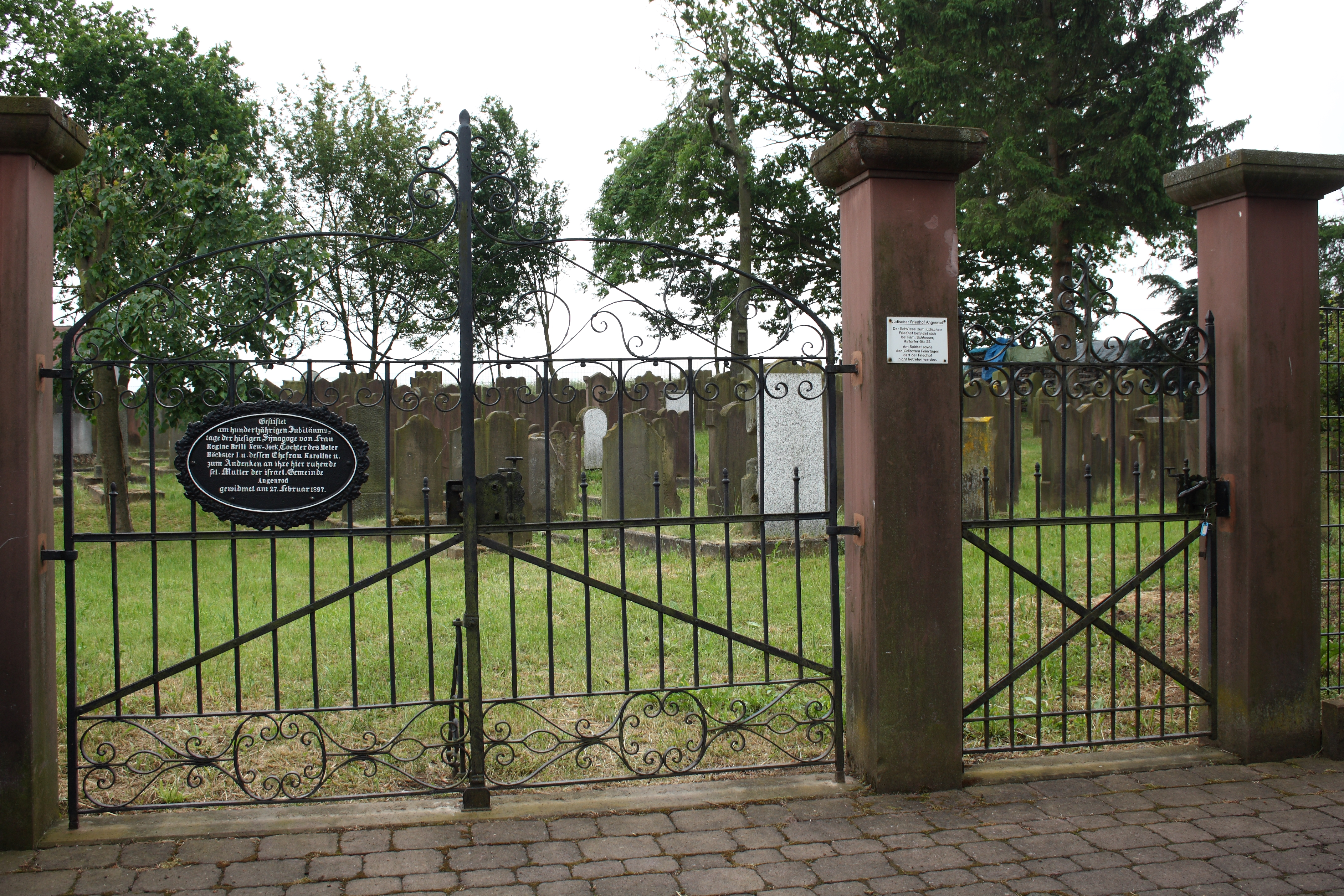
Jüdischer Friedhof in Angenrod

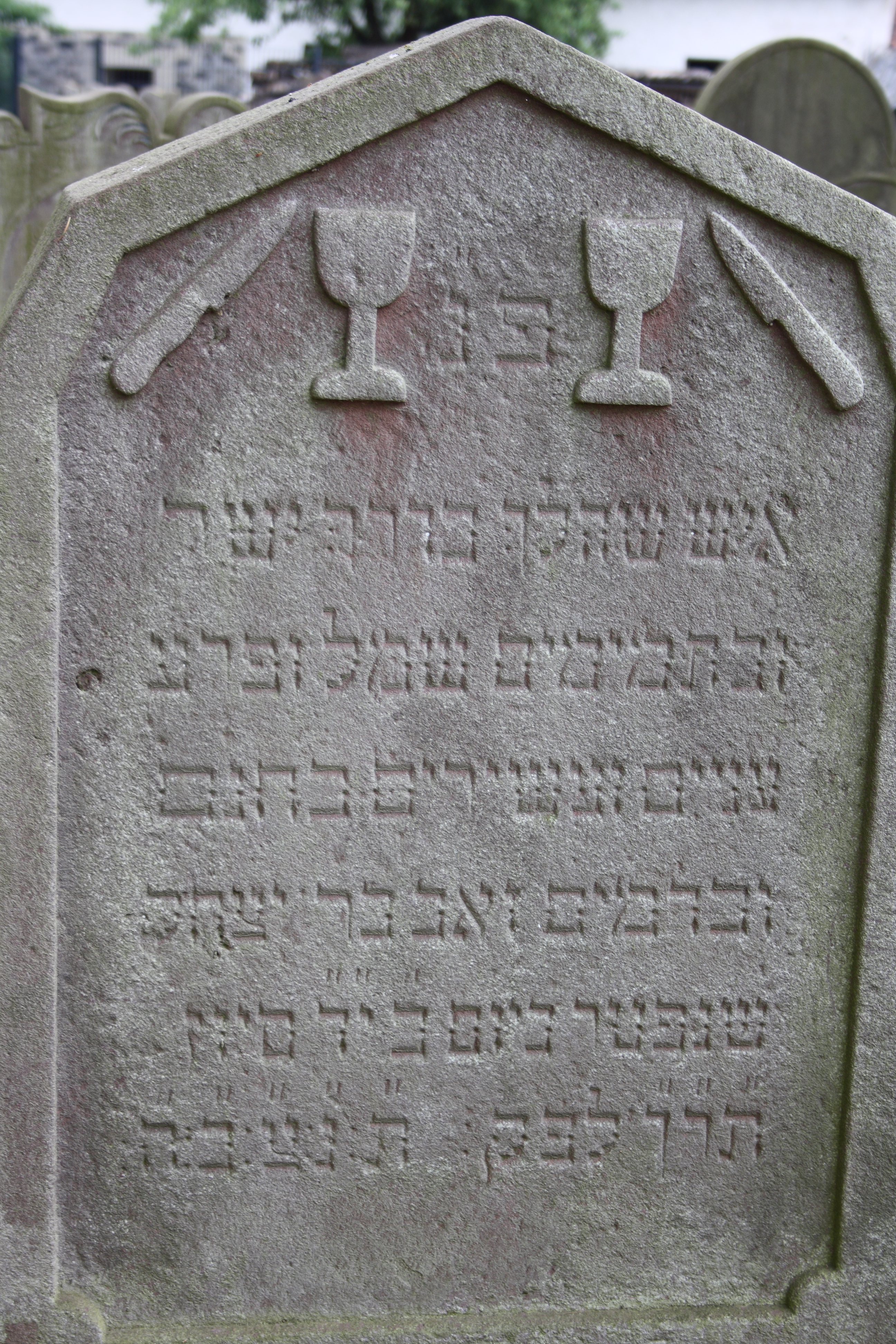
Grabstein mit Beschneidungsmesser des Mohel

Der Jüdische Friedhof in Angenrod, einem Stadtteil von Alsfeld im Vogelsbergkreis in Hessen, wurde Mitte des 18. Jahrhunderts errichtet. Der jüdische Friedhof, im Gewann Am Gerhardsgarten am Ortsrand gelegen, ist ein geschütztes Kulturdenkmal.

## Geschichte
Der jüdische Friedhof Angenrod wurde Mitte des 18. Jahrhunderts als Begräbnisplatz für die Juden aus Alsfeld, Grebenau, Leusel, Ober-Gleen und Romrod errichtet. Das Eingangstor wurde 1897 auf Grund einer Stiftung von Regine Brill aus New York neu erstellt. Während der Zeit des Nationalsozialismus wurde der Friedhof um über die Hälfte seiner ursprünglichen Fläche verkleinert. Heute ist der Friedhof noch 14,39 ar groß. Der älteste Grabstein ist von 1842, die letzte Bestattung war 1940 (Sally Abt). Nach Ingfried Stahl sind heute noch 201 Grabsteine (Mazewot) vorhanden.